# Концерт для фортепиано с оркестром № 19 (Моцарт)
Концерт для фортепиано с оркестром № 19 фа мажор (K. 459) был написан Вольфгангом Амадеем Моцартом, как указано в составленном им каталоге, 11 декабря 1784 года. Концерт был впервые опубликован Иоганном Андре в 1794 году. Автограф произведения сейчас хранится в Берлинской государственной библиотеке.

## Структура
Концерт состоит из трёх частей:
1. Allegro, 2/2
2. Allegretto, 6/8 (в до мажоре)
3. Allegro assai, 2/4

## Исполнительский состав
Концерт написан для фортепиано и оркестра, состоящего из флейты, 2 гобоев, 2 фаготов, 2 валторн и струнных.